# Saboula
Saboula est une commune rurale malienne de l'arrondissement de Djidian, dans le cercle de Kita et la région de Kita. Elle a pour chef-lieu la localité de de Balandougou.

## Villages
La commune s'étend sur 5 localités relevées lors du recensement général de 2009. 
Les villages les plus peuplés sont :
- Balandougou (3 647 habitants) ;
- Bassibougou (767 habitants) ;
- Dindin (717 habitants).